# Shin Heike Monogatari
 (février 2019).
Si vous disposez d'ouvrages ou d'articles de référence ou si vous connaissez des sites web de qualité traitant du thème abordé ici, merci de compléter l'article en donnant les références utiles à sa vérifiabilité et en les liant à la section « Notes et références ».
Cet article concerne le roman historique. Pour le film japonais de 1955, voir Le Héros sacrilège.
La Chronique des Heike (新・平家物語, Shin Heike Monogatari, littéralement Nouvelles Chroniques du clan Heike) est un roman historique de l'écrivain japonais Eiji Yoshikawa, publié en japonais en 1951. Il décrit, sous le règne des courtisans Fujiwara au XIIe siècle, l'accession au pouvoir du clan de guerriers Heike (ou Taira) et de ses luttes avec son principal rival, le clan Genji (ou Minamoto).

## Histoire
Le roman retrace la vie de Taira no Kiyomori, héritier du clan de guerriers Heike. Le lecteur suit sa lente accession aux plus hautes sphères du pouvoir, dans les méandres des intrigues de cour — notamment entre l'empereur et l'empereur cloîtré — et les affres de la guerre civile.
C'est aussi l'histoire de la montée en puissance de la classe des guerriers (bushi), jusqu'alors méprisés par les nobles.

## Personnages Principaux

### Clan Heike
- Taira no Kiyomori, Seigneur d'Aki et de Haruma, il est le personnage principal du roman d'Eiji Yoshikawa, il deviendra premier ministre, honneur jamais acquis jusqu'alors par un guerrier.
- Taira no Shigemori, fils du précédent.

### Clan Genji
- Minamoto no Yoshitomo, chef du clan Genji lors de la guerre de Heiji, exécuté à la suite de cette rébellion.
- Ushiwaka, fils du précédent, plus connu sous le nom de Minamoto no Yoshitsune, personnage historique très important au Japon, après avoir reconquis le Japon avec son demi-frère Yoritomo et écrasé le Clan Heike il sera trahi par Yoritomo et se donnera la mort par seppuku.
- Minamoto no Yoritomo, demi-frère du précédent, banni à l'est adolescent après la rébellion  de Heiji il remportera la victoire finale contre le Clan Heike, déplacera la capitale à Kamakura et instaurera le Shogunat.

### Courtisans
- Fujiwara no Nobuyori, allié de Minamoto no Yoshitomo dans la rébellion de Heiji.
- Fujiwara no Shinzei, allié de Kiyomori, après un sanglant passage au pouvoir il sera exécuté avec sa famille lors de la rébellion de Heiji.
- Fujiwara no Tsunemune

- Empereur Shirakawa, empereur et père présumé de Kiyomori.
- Empereur Go-Shirakawa
- Empereur  Nijo, fils de Go-Shirakawa

## Influences
Le clan Heike, à la suite d'une longue mainmise du clan Genji sur le pouvoir, avait dans l'imaginaire historique japonais une mauvaise image de guerriers brutaux. Grâce au livre de Eiji Yoshikawa, le clan Heike et Taira no Kiyomori ont été « réhabilités », et des statues en leur mémoire ont été érigées au Japon.